# Bogdan Bojić
Bogdan Bojić (Nikšić, 3 de março de 1999) é um basquetebolista profissional montenegrino, que atualmente joga pelo Budućnost VOLI Podgorica pela Erste Liga, EuroCopa e ABA Liga. O atleta possui 2,01m de estatura, atuando na posição ala.

## Estatísticas

### EuroCopa
| Ano      | Equipe    | PJ | PT | AP | 3P | LL | RT | AS | BR | TO |
| -------- | --------- | -- | -- | -- | -- | -- | -- | -- | -- | -- |
| 2017-18  | Budućnost | 1  | 0  | 0  | 0  | 0  | 0  | 0  | 0  | 0  |
| Carreira | totais    | 1  | 0  | 0  | 0  | 0  | 0  | 0  | 0  | 0  |